# Zeng Guofan

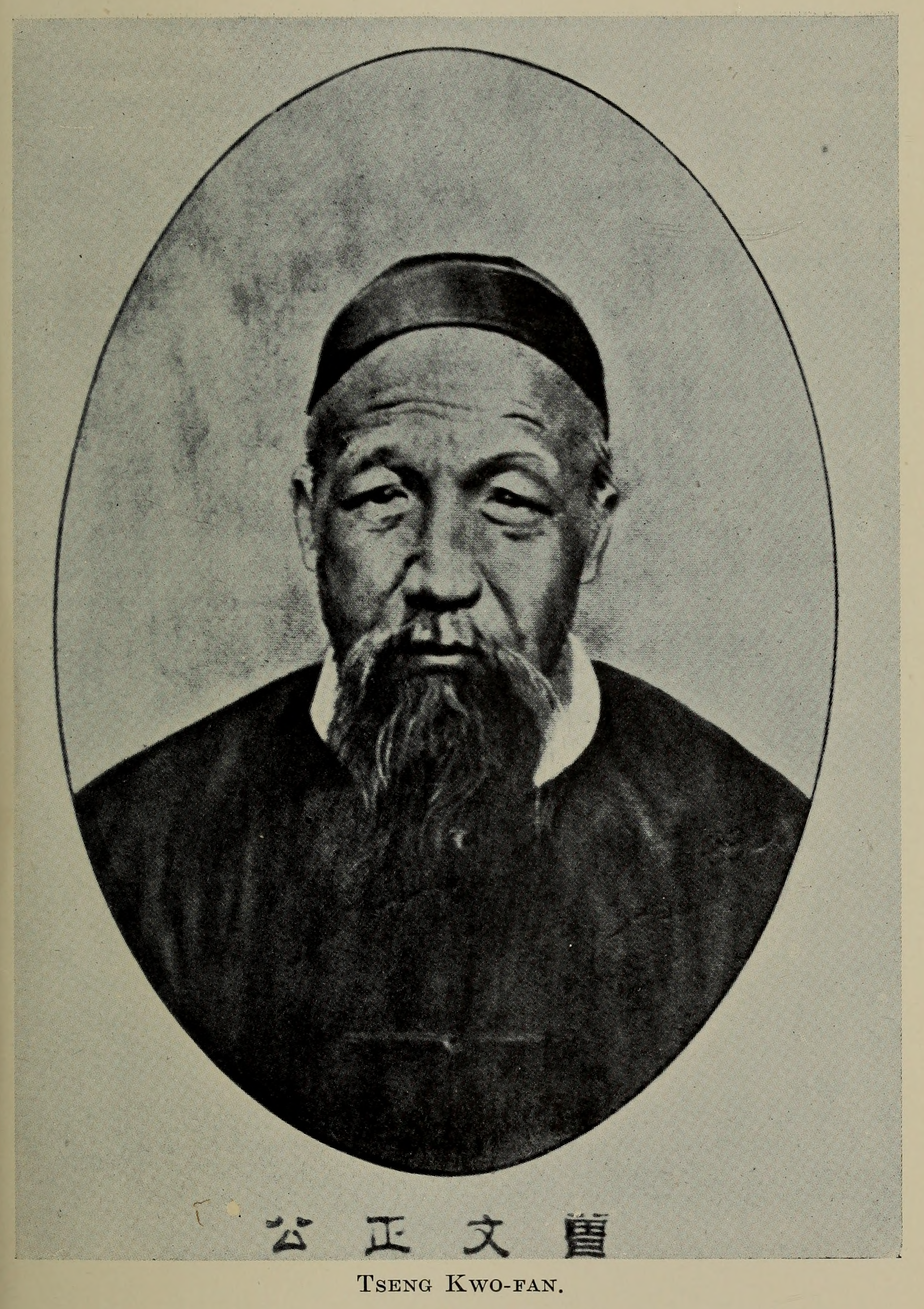
Zeng Guofan

Zeng Guofan (chinesisch 曾國藩 / 曾国藩, Pinyin Zēng Guófān, W.-G. Tseng Kuo-fan; * 21. November 1811 in Hunan, Chinesisches Kaiserreich; † 12. März 1872 in Nanjing) war ein hoher chinesischer Beamter und Heerführer der Qing-Dynastie.
Er fungierte als führender Militärtheoretiker und Heerführer der Qing-Dynastie und war führend an der Niederwerfung der Taiping-Rebellion beteiligt. Hierfür schuf er neben dem bestehenden Heersystem der Qing eine eigene Armee auf Basis von Landmannschaft und Verwandtschaft in seiner Heimatprovinz. Im Laufe der Rebellion gelangte er als erster Han-Chinese an eine zentrale militärische Machtposition im Qing-Staat, die vormals nur Mandschu vorbehalten war. Das von ihm eingeführte Heerwesen wird zum Teil als Vorform der Kriegsherrenarmeen im China des frühen 20. Jahrhunderts gesehen.

## Herkunft und frühe Jahre
Zeng Guofan stammte aus einer nicht sehr wohlhabenden, aber literaten Familie, die Landwirtschaft betrieb. Sein Vater erreichte 1832 nach sechzehn Fehlversuchen einen erfolgreichen Abschluss in der Beamtenprüfung auf Distriktebene (Xiucai-Grad), als er bereits ins mittlere Alter vorgerückt war.
Zeng Guofan erreichte als erster von fünf Söhnen 1833 den Xiucai-Grad nach sechs Fehlversuchen. 1834 schloss er das Verfahren auf Provinzebene erfolgreich ab. 1838 erreichte er nach zwei Fehlversuchen mit dem Jinshigrad den höchstmöglichen Abschluss im Prüfungssystem mit Auszeichnung.

## Aufstieg
Aufgrund seiner akademischen Leistungen wurde er in die elitäre Hanlin-Akademie aufgenommen und erhielt hier ein Stipendium. Diese umfasste nur mehrere hundert Gelehrte, aus denen sich die Lehrmeister des Kaisers rekrutierten. Seine Familie hatte sich für die akademische Karriere Zeng Guofans hoch verschulden müssen. 1843 erhielt er den Posten die Beamtenprüfung für die Provinz Sichuan zu verwalten. Durch Geschenke von Absolventen und den Familien der Prüflinge brachte diese Stellung großen finanziellen Gewinn. Im Sommer 1849 erhielt er den Posten eines Unterkanzlers am Großen Sekretariat, einem Beratungsgremium für den Kaiser und wurde Vizepräsident des Ritenministeriums. Ab 1850 beschäftigte er sich zunehmend mit Geographie und fand hierüber zu einer Betrachtung des Militärs des Reiches. Im April 1851 verfasste er angesichts des Ausbruchs der Taiping-Rebellion eine Denkschrift an den Kaiser, in welchem er den schlechten Zustand des Militärwesens des Reiches beklagte und Verbesserungsvorschläge vorbrachte. Unterstützer und Patron Zeng Guofans am Hof war der Mandschu-Adlige Sushun, der die einflussreichen Posten des Großsekretärs sowie des Schatzkanzlers bekleidete.
Zeng Guofan schloss sich neokonfuzianistischen Kreisen an und kritisierte Korruption, Ämterkauf und die Orientierung der höfischen Gesellschaft an materiellen Werten. Er unterwarf seine persönliche Lebensführung einem strikten Ritual, welches sich an konfuzianischen Weisheiten orientierte. Mit dem Tod seiner Mutter 1852 kehrte er in seine Heimatprovinz Hunan für das Begräbnis und die traditionelle Trauerperiode zurück. Die Provinz war damals bereits von der Taipingrevolte erfasst. In der Provinz herrschten Unsicherheit, da die Truppen der Qing nicht mehr zur Aufrechterhaltung der öffentlichen Ordnung verfügbar waren. Die Provinzhauptstadt Changsha wurde von den Taiping belagert und erfolgreich von einer in der Provinz aufgestellten, rund 2.000 Mann starken Miliz verteidigt. Zeng Guofan erreichte unter Umgehung der Provinzhauptstadt seine Heimatstadt.
Im Januar 1853 begann die Regierung des Kaisers durch hohe Würdenträger Militäreinheiten in den Provinzen aufstellen zu lassen, um der Bedrohung durch die Rebellen Herr zu werden. Zeng Guofan erreichte die Order in seiner Heimatprovinz Hunan eine Armee aufzustellen. Zeng Guofan lehnte zunächst aufgrund der Trauerperiode um seine Mutter und seine fehlenden militärischen Kenntnisse ab, ließ sich jedoch durch seinen Vater und Bruder schlussendlich doch überzeugen.

## Taiping-Aufstand
Zeng Guofan kritisierte die Einheiten der Grünen Standarte als überfrachtet mit Soldaten und diese als undiszipliniert und nur gering motiviert zu kämpfen. Infolgedessen fasste er dem Aufbau von Streitkräften nach einem neuen Modell ins Auge, welches durch persönliche Loyalität und rigides Training eine effektivere Militärorganisation stellen sollte. Die Rekrutierung der Soldaten wurde auf ländliche und gebirgige Regionen beschränkt. Dies begründete Zeng Guofan mit den mangelnden charakterlichen Tugenden der Bevölkerung der Städte und Flusstäler. Die Rekrutierung erfolgte individuell auf dem konfuzianischen Prinzip der Familie. Zeng Guofan machte Brüder zu Generälen und Offiziere warben Bewohner ihrer Heimatdörfer als Soldaten an, die als geschlossene Gruppen Einheiten bildeten. Die Befehlsgewalt über die Soldaten blieb jeweils beim anheuernden Offizier. An der Spitze der Kommandohierarchie stand Zeng Guofan selbst. Da die Armee auf Klasse statt Masse setzte, wurde dem gemeinen Soldaten der vierfache Sold im Vergleich zu den Grünen Standarten zugemessen. Es gab ein institutionalisiertes System von Belohnungen für Leistungen wie das Erbeuten feindlicher Waffen, das Töten im Gefecht oder das Einfangen eines feindlichen Pferdes. Die höchste Prämie, entsprechend dem Sold von fünf Monaten, erhielt man für die Gefangennahme eines Rebellen. Dies wurde durch einen Strafkodex komplementiert, welcher für Fahnenflucht im Gefecht oder die Erschleichung von Belohnungen die Todesstrafe vorsah. Die Zusammenarbeit mit den regulären Soldaten der Grünen Standarte gestaltete sich Anfangs schwierig, da es zu Übergriffen der Soldaten auf die Miliz kam. Unter anderem wurde das Hauptquartier der Miliz 1853 von Soldaten der Grünen Standarte in Brand gesetzt. Im Februar 1854 verfügte Zeng Guofans Armee über 14 Bataillone zu 505 Soldaten und 180 Träger. Die dazugehörigen Marineeinheiten umfassten 200 Boote, 100 Dschunken und ein Flaggschiff. Zeng Guofan finanzierte den Aufbau der Miliz durch die ihm vom Kaiser dafür übertragenen Privilegien der Besteuerung und des Titelverkaufs. Zeng Guofans erste militärische Operationen schlugen fehl. Nachdem er selbst dazu überging das Feldkommando untergeordneten Führern zu übertragen, konnte die von ihm geschaffene Streitmacht die Rebellen bis zum Herbst 1854 aus der Provinz Hunan vertreiben. Zeng Guofan erhielt den Ehrentitel des stellvertretenden Leiters des Kriegsministeriums des Qing-Reiches. Im Oktober 1854 nahm Zeng Guofans Hunanarmee die strategisch wichtige Stadt Wuchang in der Provinz Hubei ein, welche vorher von kaiserlichen Truppen nicht genommen werden konnte.
Ende 1854 befand sich der Bürgerkrieg in einer Pattsituation. Die Hauptstadt der Rebellen Nanjing wurde von Truppen der Grünen Banners belagert. Da die Rebellen jedoch die befestigten Städte in Richtung Nanjing entlang des Yangtsekiang kontrollierten, blieb die Belagerung wegen des offenen Nachschubwegs über den Fluss unwirksam. Zeng Guofan erhielt den Auftrag mit seiner Hunanarmee diese Städte zu erobern. Bei Jiujiang im Februar 1855 wurde die Armee jedoch empfindlich von den Rebellen geschlagen. Die Armee wurde in die Provinz Jianxi abgedrängt, von deren Beamtenapparat Zeng Guofan keine Unterstützung zu erwarten hatte. Ein Teil der Flotte wurde von den Rebellen eingeschlossen und das Flaggschiff wurde durch einen Brand zerstört. Im April eroberten die Taiping Wuchang wieder zurück. Zeng Guofan versuchte mehrmals in der Öffentlichkeit angesichts von Niederlagen Suizid zu begehen, wurde jedoch von seinen Offizieren zurückgehalten. Erst die Rebellion des Taipinganführers Yang Xiuqing gegen die Autorität von Hong Xiuquan 1856 schwächte die Rebellen und erlaubte eine Besserung der militärischen Lage der Hunanarmee. Ende 1857 starb Zeng Guofans Vater und er kehrte deswegen wieder in seine Heimat Hunan zurück. Er beschrieb sich selbst als desillusioniert und mutlos im Angesicht der bisherigen Niederlagen und überließ die Hunanarmee seinen Offizieren. Der Kaiser stimmte seinem Rücktritt von seinen Posten unter der Bedingung zu, ihn wieder zurückrufen zu können. Nach rund einem Jahr kehrte Zeng Guofan wieder in den Dienst des Qing-Staates zurück.
Im Herbst 1858 verlor Zeng Guofan einen seiner Brüder, der als General der Hunan-Armee Truppen in der Anhui-Provinz anführte. Das Truppenkontingent von 6.000 Mann wurde von den Taiping vollständig vernichtet. 1859 eroberte die Hunan-Armee die aufgrund ihrer Porzellanproduktion wirtschaftlich bedeutsame Stadt Jingdezhen zurück. Während der Großteil der Armee dort gebunden war, gelang es Zeng Guofan mit teils improvisiert ausgehobenen Truppen den Angriff des Taipinggenerals Shi Dakai in die Provinz Hunan zu verhindern. Im Mai 1860 konnten die Taipingrebellen den Belagerungsring um ihre Hauptstadt Nanjing aufbrechen und die Belagerungstruppen der Grünen Standarte zu zerschlagen. Dabei kamen die beiden kommandierenden Generäle der Grünen Standarte ums Leben. Dies führte zu einem Statusgewinn der Hunan-Armee und ihres Befehlshabers Zeng Guofan, da diese nun mit ihren 60.000 Soldaten die bedeutendste Streitmacht gegen die Taiping südlich des Yangtse darstellte. Als Konsequenz befahl der Hof Zeng Guofan die Armee südlich zu wenden, um die für den Auslandshandel wichtige Stadt Shanghai zu schützen. Zeng Guofan führte dies jedoch nicht aus, sondern versuchte den Kaiser zu überzeugen eine Kampagne gegen die von den Rebellen befestigten Städte am Yangtse zu führen. Ziel dieser Strategie war es zuerst den Rebellen den Raum für die Bewegungen ihrer Streitkräfte zu nehmen. Dadurch sollten dem Rebellenstaat Einnahmen und Naturalien durch Plünderungen oder Abgaben der unter ihrer militärischen Kontrolle befindlichen Bevölkerung entzogen werden. Der Plan sah vor, den mit der Zeit logistisch und wirtschaftlich geschwächten Rebellenstaat schließlich durch Eroberung der Hauptstadt Nanjing zu zerschlagen. In dieser Zeit formulierte Zeng Guofan auch militärtheoretische Schriften aus. Diese erkannten die höhere Kampfkraft der Taipinstreitkräfte aufgrund hoher Motivation und Disziplin der Soldaten, größerer Zahl und innovativer Formationen und Taktiken im Gefecht an. Als Mittel proklamierte Zeng Guofan eine methodische Vorbereitung der Schlacht insbesondere bezüglich des Schlachtorts und des Zeitpunktes, der auf keinen Fall durch den Gegner bestimmt werden dürfe. Zeng Guofan schaffte es, seine Strategie gegen den Kaiserhof durchzusetzen und konnte es ebenso verhindern, Truppen zur Verteidigung gegen die westliche Expedition gegen die Hauptstadt Beijing abzugeben.
Zeng Guofans Aufstieg spiegelte sich in formellen staatlichen Funktionen wider. Im Mai 1860 wurde er vom Hof zum Kommissar zur Niederschlagung der Rebellion in Südchina ernannt. Durch den Zuschlag von Militäreinheiten außerhalb der Hunan-Armee erhöhte sich die Zahl der Soldaten unter seinem Kommando auf rund 120.000. Ebenso wurde ihm das Gouverneursamt der Provinzen Jiangnan und Jiangxi zugesprochen. Auf Initiative von Prinz Gong wurde er ab 1860 auch in außenpolitischen Fragen als Kommissionsmitglied in dessen Außenministerium zu Rate gezogen. Zeng Guofan lehnte die Annahme ausländischer Militärhilfe gegen die Taiping nicht kategorisch ab, befürchtete jedoch dadurch einen Machtzuwachs der ausländischen Mächte gegenüber dem Qing-Staat und mahnte zur Vorsicht. 1861 geriet Zeng Guofan in starke Bedrängnis, als sein Feldhauptquartier in Qimen von Truppen der Taiping abgeschnitten wurde. Nach einem fehlgeschlagenen Ausbruchsversuch wurden Zeng Guofan und sein Hauptquartier schließlich durch herbeigebrachte Truppen entsetzt. Im September eroberte die Hunan-Armee nach Belagerung schließlich Anqing. Auf Befehl Zeng Guofans richteten die Truppen ein Massaker unter der bereits ausgehungerten Zivilbevölkerung an. Er begründete dies mit dem Nutzen, welche die Abschreckung zukünftiger Rebellionen bringen werde.
Den Wiederaufbau der Stadt leitete er persönlich. Er begann mit dem Wiederaufbau der von den Taiping zerstörten Stadtmauern, der Tempel und der Wiederaufnahme von Beamtenprüfungen für die Provinz Anhui. Ebenso ließ er auf dem Land Speisungen für Flüchtlinge einrichten, welche täglich 21.000 Menschen versorgen konnten. Zeng Guofan gedachte Anqing als das Zentrum des von ihm kontrollierten Territoriums auszugeben. Bezüglich des Kriegsverlaufs fasste er den Plan mit drei Armeen die Rebellenhauptstadt Nanjing vom Jangtse abzuschneiden, einzuschließen und zu erobern. Um diesen Plan in die Tat umzusetzen, beauftragte er seinen bisherigen Sekretär Li Hongzhang mit der Aufstellung einer Armee nach dem Muster der Hunanarmee aus loyalen Bauern der Provinz Anhui aufzustellen.
Noch vor der Eroberung von Anhui starb Kaiser Xianfeng, allerdings erfuhr Zeng Guofan erst nach dem Sieg davon. Die Macht übernahmen Cixi und Prinz Gong, welche im Namen des Kindkaisers Tongzhi die Regentschaft führten. Sein vormaliger Patron Sushun wurde hingerichtet. Um sich seiner Loyalität zu versichern, erweiterten sie seine Machtbefugnisse und überschütteten ihn mit Titeln. Ab 1862 konnte Zeng Guofan durch seine Mittelsmänner fast die gesamte zivile Verwaltung der ostchinesischen Küste unter seine Kontrolle bringen und deren Einnahmen für seine Kriegsanstrengungen nutzen. Zeng Guofan hatte damit eine für einen Han-Chinesen bis dato nie dagewesene Machtposition im Staat der Qing.
1862 wurde Zeng Guofan zum Staatssekretär sowie 1864 – nach der endgültigen Niederschlagung des Taiping-Aufstands durch die Einnahme Nanjings unter seiner Führung – zum Markgrafen. Im Anschluss schlug er auch den Aufstand der Nian in Shandong nieder.

## Tongzhi-Restauration

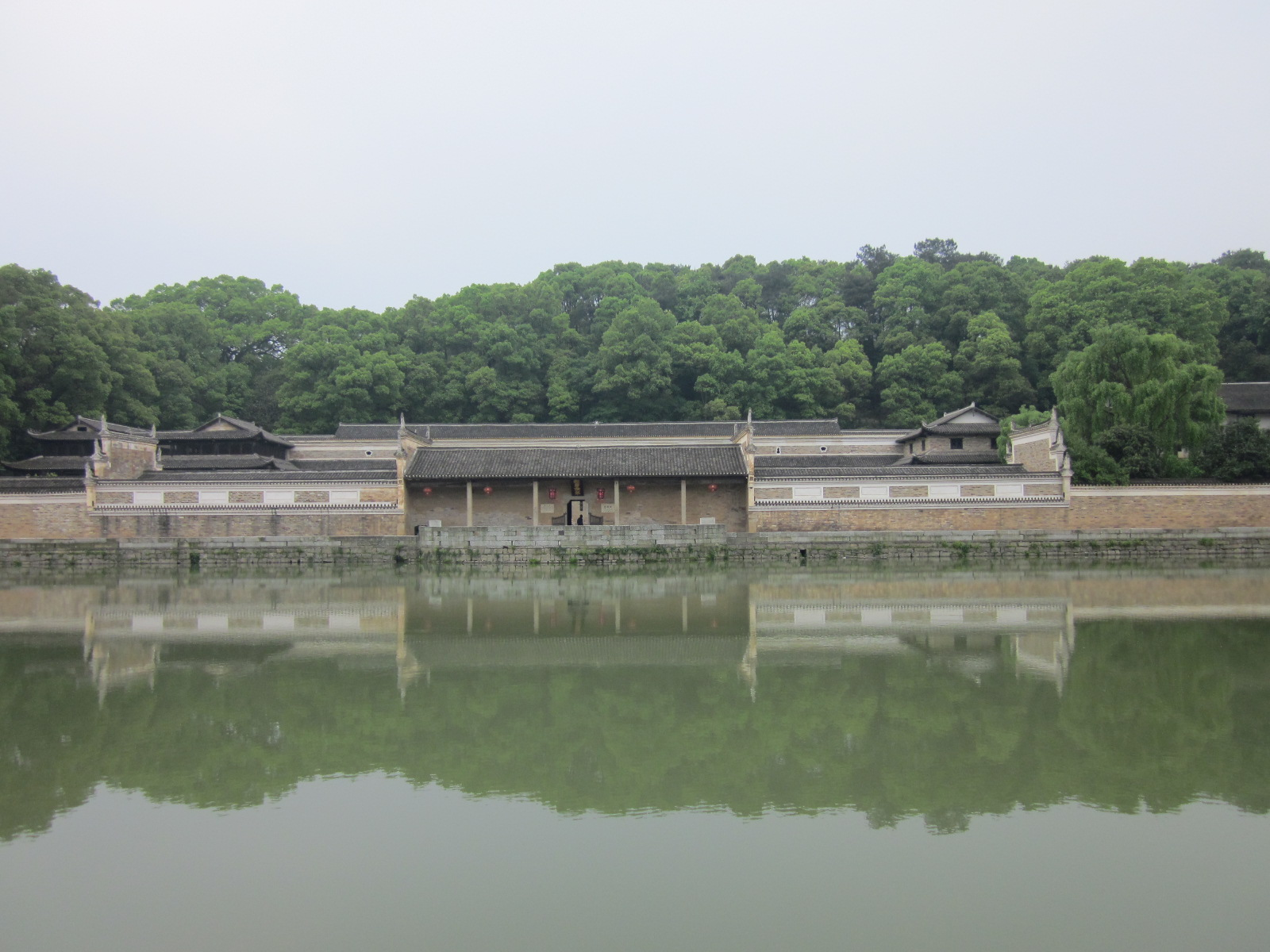
Zeng Guofans 1865 erbaute Residenz in der Heye Zhen, Provinz Hunan, Sicht über den Tierteich auf die Residenz

Bei all seiner traditionell-konfuzianischen Prägung zeigte sich Zeng Guofang gegenüber Neuerungen, insbesondere aus dem Ausland, durchaus aufgeschlossen. So wirkte er in den 1860er-Jahren an der Seite der Regentin Cixi maßgeblich an der Umsetzung der so genannten Tongzhi-Restauration mit, mit der China seinen technischen, wirtschaftlichen und militärischen Rückstand gegenüber dem Westen aufholen wollte.
Zu Beginn seiner militärischen Karriere war Zeng Guofan im Bereich der Waffentechnik traditionell. Im Bereich der Nahkampf- und Schützenwaffen erachtete er es nicht für notwendig, westliche Technik nachzuahmen. Auch die militärische Rolle von Dampfschiffen sah er zunächst nur in ihrer Andersartigkeit zum bisher Gewohnten. In seinen Schriften betonte er, dass die Führung des Generals und die Moral der Truppe ausschlaggebend für den Erfolg im Felde seien. Im Verlauf seiner Karriere entwickelte er sich zum Organisator und Taktgeber militärischer Modernisierungen. 1862 kaufte er ein kleines ausländisches Dampfschiff und stellte es seinen Ingenieuren zu Studienzwecken zur Verfügung. Im Folgejahr bauten diese ihr erstes dampfgetriebenes Flusskriegsschiff mit einer in China gefertigten Dampfmaschine. Ebenso unterstützte er 1864 die diplomatische Mission von Yung Wing in die Vereinigten Staaten, mit dem Ziel über den Botschafter Werkzeugmaschinen für die Produktion von militärischen Industriegütern zu erwerben.
Seine persönliche Karriere hatte zu diesem Zeitpunkt ihre Klimax bereits überschritten. Die angehäuften militärischen und politischen Spitzenämter gingen sukzessive zum großen Teil verloren. Zeng starb 1872 in Nanjing.

## Literarisches Wirken
Zeng besaß auch literarisches Talent: Seine Throneingaben und Essays genießen bei der chinesischen Literaturkritik hohe Wertschätzung. 1865 schrieb er ein anerkennendes Vorwort zur Übersetzung von Euklids „Elemente“ durch den britischen Missionar Wylie. Zengs 156 Bände umfassenden Gesammelten Werke wurden 1876 von Li Hongzhang herausgegeben.

## Historiographie
Kurz nach Zeng Guofans Tod gab sein Vertrauter Li Hongzhang bei Xue Fucheng eine Eulogie in Auftrag, welche sein Wirken in eine Reihe mit den prominentesten Staatsmännern der chinesischen Geschichte stellte. Im Zuge der politischen Umwälzungen in China wurde Zeng Guofans historische Rolle mehrfach umgewertet. Unter dem Gründer der Republik China Sun Yat-sen wurde Zeng als Verräter an der Ethnie der Han gesehen, da er der durch die Republik gestürzten Mandschu-Dynastie gedient hatte. Unter dem autoritären Führer Yuan Shikai wurde sein Erbe als konfuzianistisches Vorbild für die Errichtung eines autoritären Staatswesen instrumentalisiert. Unter Chiang Kai-shek erlebte Zeng Guofans Andenken ein Wiederaufleben. Er wurde als Vorbild für den Aufbau eines modernisierten Staats gesehen. Seine Schriften gingen in verkürzter Form in militärische Unterrichtsmaterialien der Streitkräfte ein. Von 1930 bis zum Ende des Chinesischen Bürgerkrieges wurden auf republikanischer Seite mehrere Bücher über sein Leben publiziert.
In der marxistischen Geschichtsschreibung der Volksrepublik China wurde Zeng Guofan als Verräter an der Han-Ethnie, Verräter an seinem eigenen Land und als Schlächter der Taipingrevolte zu einer sehr negativ konnotierten Figur. Als Forschungsgegenstand war er von 1949 bis zum Beginn der Reform- und Öffnungspolitik 1978 tabu. Die Taiping selbst wurden von der Parteigeschichtsschreibung zur ersten revolutionären und demokratischen Bewegung Chinas verklärt. Nach dem Ende des Kalten Krieges wurden neben der orthodoxen von der Partei vorgegebenen Geschichtsschreibung zahlreiche Werke veröffentlicht, welche Zeng Guofans Leistung als Erhalter des Qing-Reiches würdigen und die Taiping als Zerstörer der kulturellen Kontinuität der chinesischen Nation werteten. Oftmals diente eine Umwertung der Geschichte als Ventil für Kritik an der KPCh, die offene Kritik weiterhin nicht zulässt. Die Beschäftigung mit Zeng Guofans Leben erlebte sowohl unter Historikern als auch unter Literaten ein Revival. 1993 veröffentlichte Tang Haoming einen dreibändigen Historienroman über sein Leben, der in der Volksrepublik ein Bestseller wurde.